# Grube Großer Siefen
Die Grube Großer Siefen ist eine ehemalige Eisen-Grube des Bensberger Erzreviers in Bergisch Gladbach. Das Gelände gehört zum Stadtteil Katterbach. Das Mutungsgesuch datiert vom 21. April 1863. Die Verleihungsurkunde stammt vom 5. Juli 1850 auf Raseneisenstein. Zwischen Katterbach und Torringen liegt das Grubenfeld Großer Siefen. An der Einmündung der Straße Eichen auf die Kempener Straße ist ein kleines Wäldchen. Wenn man nur wenige Meter in das Wäldchen hineingeht, sieht man einige kleinere Pingen. Über die Betriebstätigkeiten ist nichts Näheres bekannt.